# Jou-sous-Monjou
Jou-sous-Monjou é uma comuna francesa na região administrativa de Auvérnia-Ródano-Alpes, no departamento de Cantal. Estende-se por uma área de 6,22 km². Em 2010 a comuna tinha 102 habitantes (densidade: 16,4 hab./km²).